# Teresa de Ollo
Teresa de Ollo, död 1575, var en spansk hidalga (adelskvinna) som anklagades för häxeri under Häxjakten i Navarra (1575–1576). 
Teresa de Ollo var en förmögen adlig änka, som ägde tre hus och nio vingårdar. 
Teresa de Ollo och hennes son Juanes de Echauri var indragen i en rättstvist med familjen Ubani, som hennes make 1563 hade haft en landtvist med, och hade förargat prästen Martin de Subica och Juans svärmor Graciana Labayen, genom att avslöja deras hemliga förhållande: sonen ska 1572 ha utsatt sin svärmor för mordförsök, 1574 befann han sig i arvstvist med svågern Martin de Ubani, och 1575 i arvstvist med sin svärmor. 
I februari 1576 undersökte myndigheterna förekomsten av häxkonst i byarna Legarda och Urtega. Teresa de Ollo och en förmögen man från trakten tillhörde då dem som utpekades i de vittnesmål som samlades in: hon greps 10 februari. Den 13-åriga Catalina de Ybero vittnade om att hon hade hört paddor sjunga, och sedan sett Teresa de Ollo sköta och mata dessa, bära dem i sin näsduk och kalla dem för sina helgon. Paddor spelade en stor roll i denna häxjakt och representerade hedniska (och därmed djävulska) seder. Hon anklagades även för att ha mördat sin sons barn av sin sons svärmor, Graciana de Labayen. Nästan alla vittnen mot henne kom från familjen Ubani, som hennes dotter var ingift i. 
Hennes advokat påpekade inför rätten att det var allmänt känt att Teresa de Ollo och hennes son sedan länge befann sig i fiendskap med Graciana de Larayen, Martin de Ubani, Don Antonio de Ubani, Joan de Hubani, och Don Martin de Subica på grund av långvariga tvister; att hennes anklagare alla var släkt med henne och varandra och att motivet var hämnd. 
Hon avled i fängelset två månader efter sin arrestering, i Cárceles Reales. Hennes son Juanes de Echauri begärde sedan ut hennes kropp. Hon angavs ha dött i en sjukdom förorsakad av fängelseförhållandena och bekänt och ångrat sig och fått syndaförlåtelsen. Hon frikändes från anklagelserna två månader efter sin död. Att dö i fängelset var mycket vanligt, och en vanligare dödsorsak än avrättning för de som anklagades för häxeri i Spanien. 
Det var ovanligt att medlemmar av adeln anklagades för häxeri. En annan rik adelskvinna, Maria Perez de Olalde, åtalades dock under samma häxjakt 6 april; även hon efter en privat fejd, och avled även hon av förhållandena i fängelset. 